# Kingfisher (компания)
Kingfisher, «Кингфишер» (с англ. — «зимородок») — британская компания-ретейлер, владелец одной из крупнейших сетей магазинов товаров для ремонта.

## История
Первоначально компания была основана как британский филиал американской группы F. W. Woolworth Company, открытый в 1909 году. В 1931 году акции филиала были размещены на Лондонской фондовой бирже, но американская Woolworth сохранила за собой контрольный пакет. Наибольшего расцвета британская Woolworth достигла в конце 1960-х годов, когда у неё было более 1000 магазинов, которые торговали продуктами питания, одеждой, мебелью, бытовой техникой и другими товарами. Затем начался спад из-за роста конкуренции со стороны более крупных по площади магазинов и супермаркетов. В 1980 году была куплена сеть из 40 магазинов товаров для ремонта B&Q.
В 1982 году компания была куплена группой инвесторов во главе с торговым банком Charterhouse Japhet. В следующие 10 лет было закрыто около 200 наиболее убыточных магазинов, но сеть B&Q, наоборот, расширялась. Также были куплены сети аптеки, объединённые под брендом Superdrug, и магазинов электроники (Comet и другие). В 1989 году компания сменила название на Kingfisher.
В 1998 году Kingfisher частично приобрела сеть магазинов строительных товаров Castorama, в 2002 году были выкуплены оставшиеся магазины этой сети. В 2001 году были проданы оставшиеся магазины сети Woolworth, а также аптеки и магазины электроники. Приоритетом для компании стали сети магазинов товаров для ремонта.

## Собственники и руководство
CEO — Тьерри Гарнье, с сентября 2019 года.

## Деятельность
По состоянию на 2023 год сеть компании насчитывает 1900 магазинов в 8 странах. В Великобритании и Ирландии магазины компании работают под брендами B&Q и Screwfix, во Франции — Castorama и Brico Dépôt. Другие страны: Польша, Испания, Португалия, Румыния, а также совместное предприятие в Турции (Koçtaş).

### Kingfisher в России
В России в 2006 году в Самаре был открыт первый гипермаркет строительных товаров Castorama. К концу 2014 года в России действовал уже 21 магазин этой марки.
В 2019 году компания объявила о планах ухода из России, покупателем называлась российская DIY-сеть «Петрович», но в итоге в 2020 году все магазины Castorama были проданы петербургской компании «Максидом». По условиям сделки часть магазинов перешла под бренд «Максидом», часть продолжила работу под брендом Castorama. На момент продажи сеть Castorama имела 22 гипермаркета в России.